# Григорий Великотърновски
Григорий e български православен духовник, митрополит на Великотърновската епархия на Българската патриаршия от 1994 година. От 13 март до 19 март 2024 е временен ръководител на Светия синод, след смъртта на патриарх Неофит.

## Биография
Роден е на 10 октомври 1950 година в търновското село Козаревец със светското име Йорго Иванов Стефанов. Основно образование получава в родното си село, след това учи в СПТУ „Киро Конаров“ в град Горна Оряховица. След като го завършва през 1968 година става послушник в Преображенския манастир. В Преображенската обител в началото на февруари 1974 година е постриган в монашество с името Григорий от митрополит Стефан Великотърновски, който го ръкополага и в йеродяконски чин.
На 6 ноември 1975 година е вербуван от Държавна Сигурност, в качеството на агент, с псевдоним „Ваньо“.
Учи в Софийската семинария и Духовната академия в София, която завършва през 1979 г. По време на своето следване там йеродякон Григорий служи като митрополитски дякон на митрополит Стефан Великотърновски, от когото в началото на 1980 г. е ръкоположен за йеромонах. От края на 1980 година йеромонах Григорий е назначен за протосингел на Старозагорската митрополия. На 6 декември 1981 година по решение на Светия синод е възведен в архимандритско достойнство от митрополит Панкратий Старозагорски. От есента на 1982 г. архимандрит Григорий е на богословска специализация в Ньошателския университет, а по-късно и в институтите в Босей и Женева, Швейцария. Специализира в Лондон, Бирмингам, Кентърбъри и Оксфорд, Англия. След като се връща в България, от лятото на 1985 година, заедно със задълженията си на протосингел на Старозагорската митрополия, архимандрит Григорий става и сътрудник в отдела за Междуцърковни отношения при Светия синод.
На 22 декември 1985 година в патриаршеската катедрала „Свети Александър Невски“ в София е ръкоположен за константийски епископ и е назначен за викарен епископ на митрополит Панкратий Старозагорски. От края на 1987 година до Възкресение Христово през 1990 година е викариен епископ на митрополит Стефан Великотърновски. От 1 април 1990 до 19 юни 1990 година епископ Григорий е ректор на възстановената Пловдивска духовна семинария. От 1 юли 1990 година е назначен за ректор на Софийската семинария.
На 27 февруари 1994 година епископ Григорий е избран, а на 6 март 1994 година е и канонически утвърден за Великотърновски митрополит.